# Nous les amoureux
Nous les amoureux је била победничка песма Песме Евровизије 1961. коју је на француском језику за Луксембург извео француски певач Жан-Клод Паскал.
Песму је компоновао Жак Датен са текстом Мауриса Видалина. Поред француске оригиналне верзије, Паскал је снимио песму на немачком и италијанском језику. Говори о осујећеној љубави између певача и особе коју воли. Касније је Паскал објаснио да песма говори о хомосексуалној вези и потешкоћама са којима се суочава током ње. Како би се ова тема раних 1960-их сматрала контроверзном, текстови су двосмислени и нису дефинисали пол љубавника. Compagnie Luxembourgeoise de Télédiffusion интерно је одабрао Nous les amoureux за Песму Евровизије.
Дана 18. марта 1961. године, такмичење за песму Евровизије одржано је у Палати фестивала и конгреса у Кану. Лео Чаулиак је дириговао оркестром током извођења луксембуршке песме.
До краја гласања, песма је добила 31 поен, што је ставило на прво место од 16 песама. Паскал је извела своју песму у емисији Песме Европе поводом двадесет пете годишњице Евровизије одржане 22. августа 1981. у Мајзену.